# Площадь Республики (Ереван)
Площадь Республики (арм. Հանրապետության հրապարակ) — центральная площадь и главный архитектурный комплекс Еревана, столицы Армении.
Площадь имеет две части — кругового движения и части трапециевидной формы с музыкальными фонтанами.
Площадь окружена пятью главными зданиями из розового и белого туфа в неоклассическом стиле с отличительными армянскими мотивами. В этот архитектурный ансамбль входят: здание Правительства Армении, Музей Истории Армении и Национальная галерея, отель Marriott, Центральное здание почты и Министерство иностранных дел, транспорта и коммуникаций. Площадь занимает территорию около 30 000 кв. метров.
К площади сходятся проспект Тиграна Меца, улицы Налбандяна, Абовяна, Амиряна, Вазгена Саргсяна.
Проект площади был выполнен Александром Таманяном в 1924 году. Строительство большей части сооружений было завершено к 1950 году, последнее здание — Национальная галерея было достроено в 1977 году.
В советское время площадь носила имя Владимира Ленина, в центре была установлена его статуя, дважды (изначально трижды) в год на площади проходили военные парады. После восстановления независимости Армении в 1991 году, статуя Ленина была демонтирована, а площадь была переименована.
Площадь Республики описывали как «самое важное гражданское пространство города и Армении», «архитектурное достояние» Еревана и «самый выдающийся архитектурный ансамбль Еревана». Деердр Холдинг, писатель и путешественник, назвал площадь Республики «одной из лучших центральных площадей, построенных в мире в XX веке».

## Архитектура
Площадь состоит из двух частей. На первой проложена круговая улица с каменным паттерном в центре, который по мысли архитектора с высоты должен напоминать армянский ковер. Вторая, напротив Национального Музея Истории Армении и Национальной галереи, имеет трапециевидную форму, в этой части устроены музыкальные фонтаны. Здания вокруг площади выполнены из розового и белого туфа, а их нижняя часть из базальта.

## История
Городская площадь разных пропорций существовала на этом месте много веков. В досоветское время площадь проектировал Борис Мехрабян (Меграбов) в 1906-11 году, как часть общего плана Еревана.
Современный вид площади был спроектирован главным архитектором города Александром Таманяном в 1924 году. Строительство площади началось с Здания Правительства в 1926 году. Проект дорабатывался до 1950-х годов, когда были спроектированы все пять зданий, и завершился в 1977, когда была построена Национальная картинная галерея. В советское время площадь носила имя Владимира Ленина. Статуя Ленина была установлена на площади в 1940 году и демонтирована в 1991, в преддверии независимости Армении.

В 2003 году на площади были проведены обширные раскопки и реконструкция, был открыт старый уровень XVIII-XIX веков. В январе 2020 года правительство Армении рассматривало возможность открытия старых слоев и превращения их в музей.

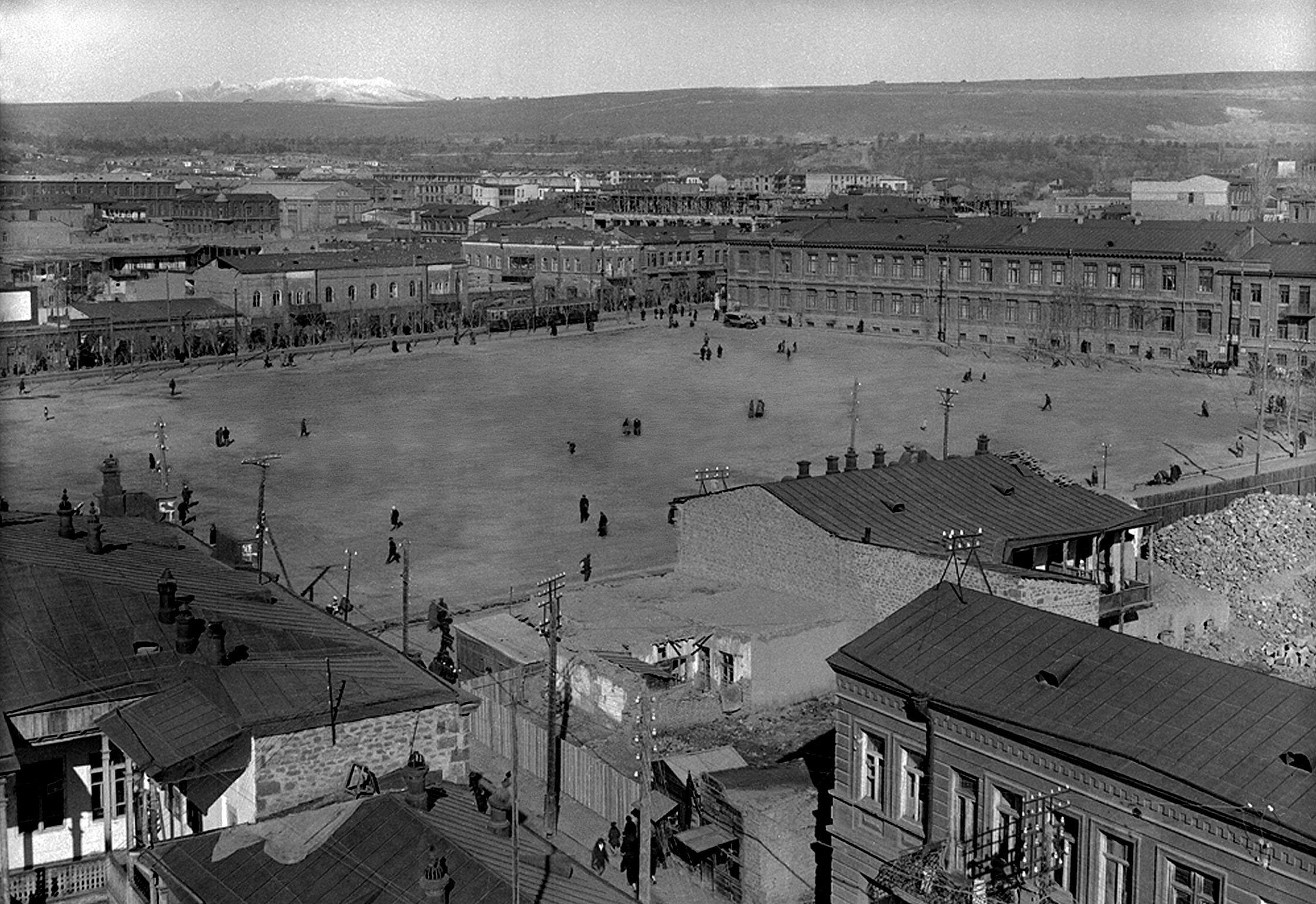
Центральная площадь Эривани (Еревана), 1916 год
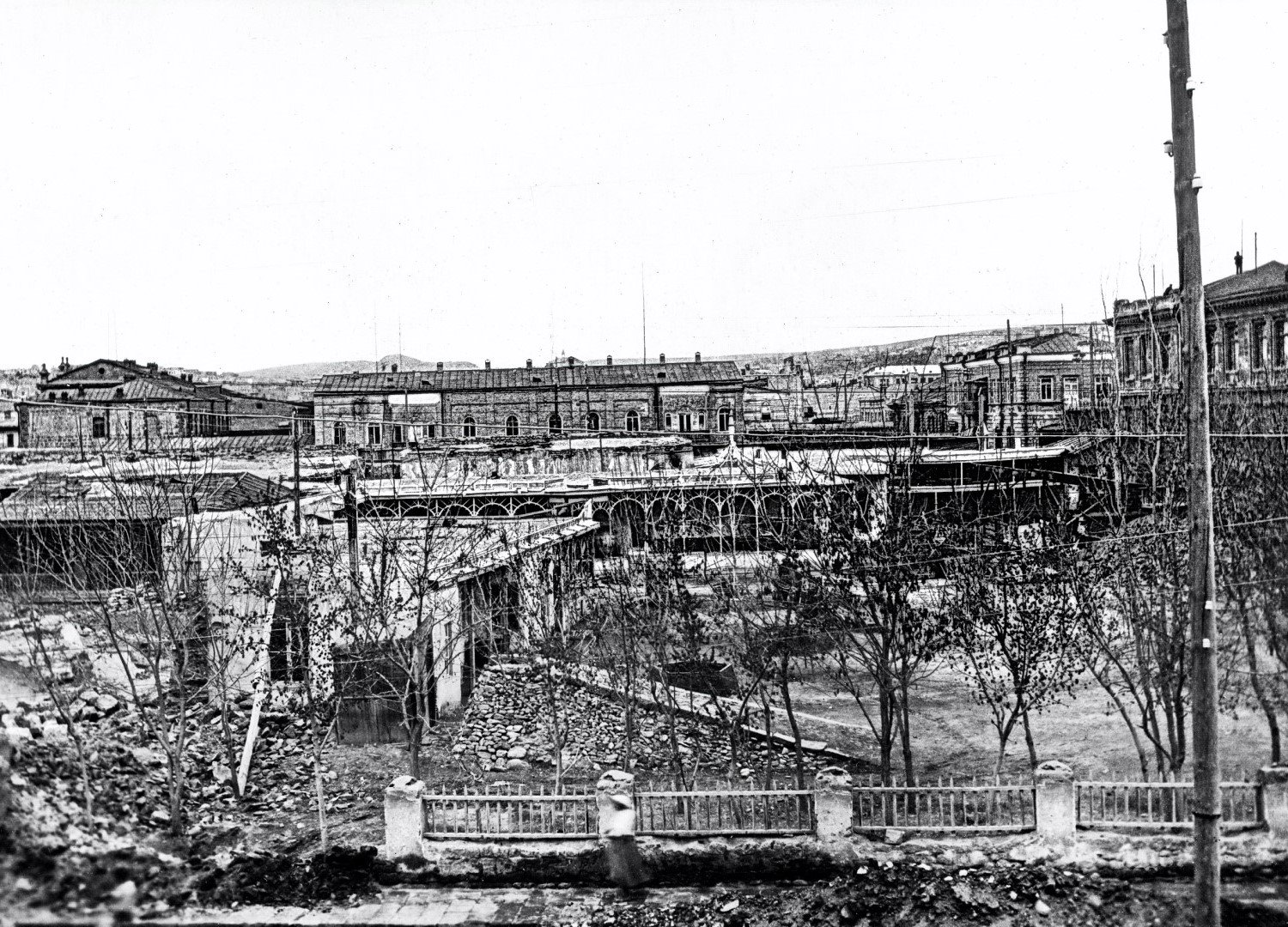
Территория площади в 1920-е годы
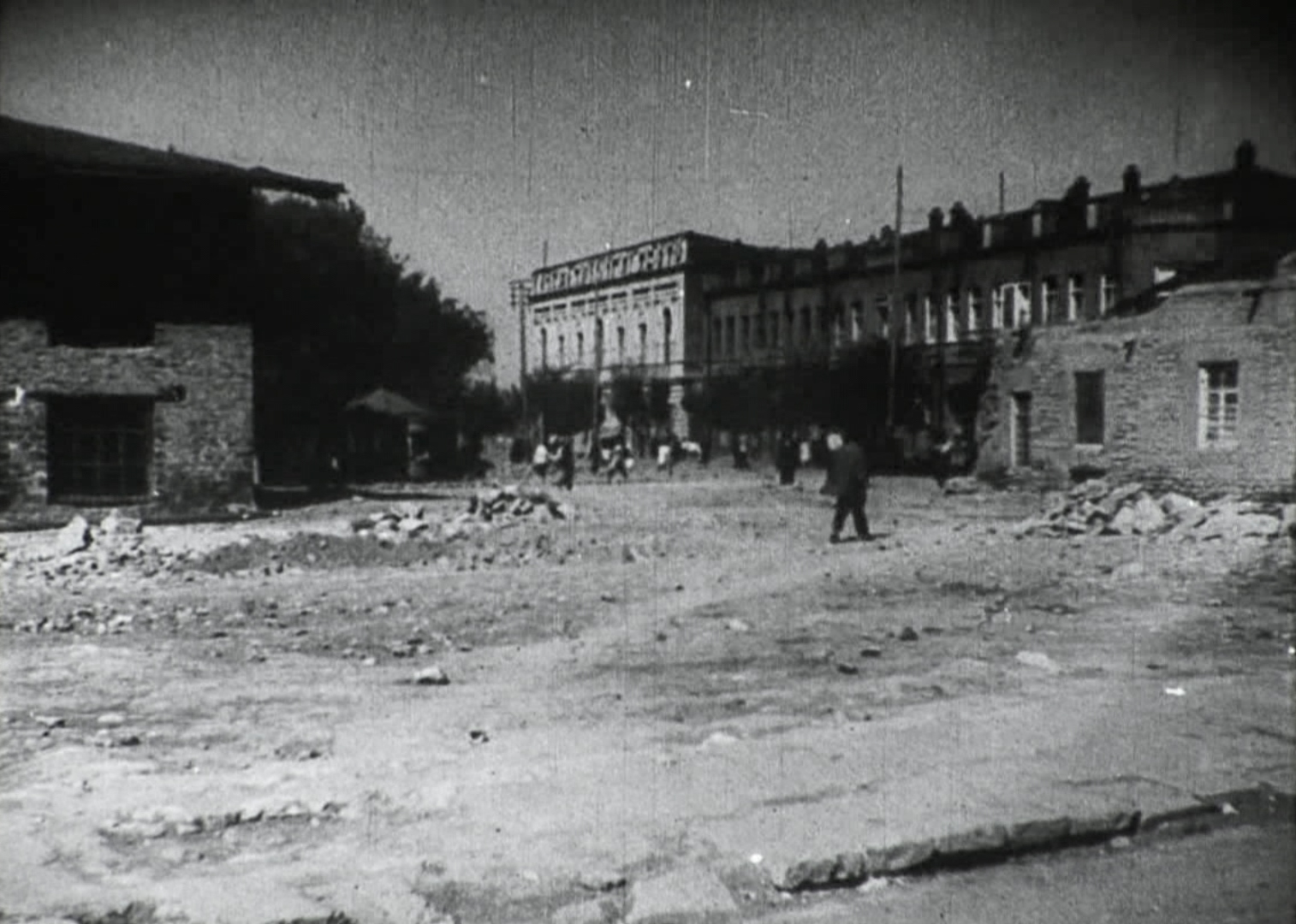
Реконструкция площади, 1920-е годы
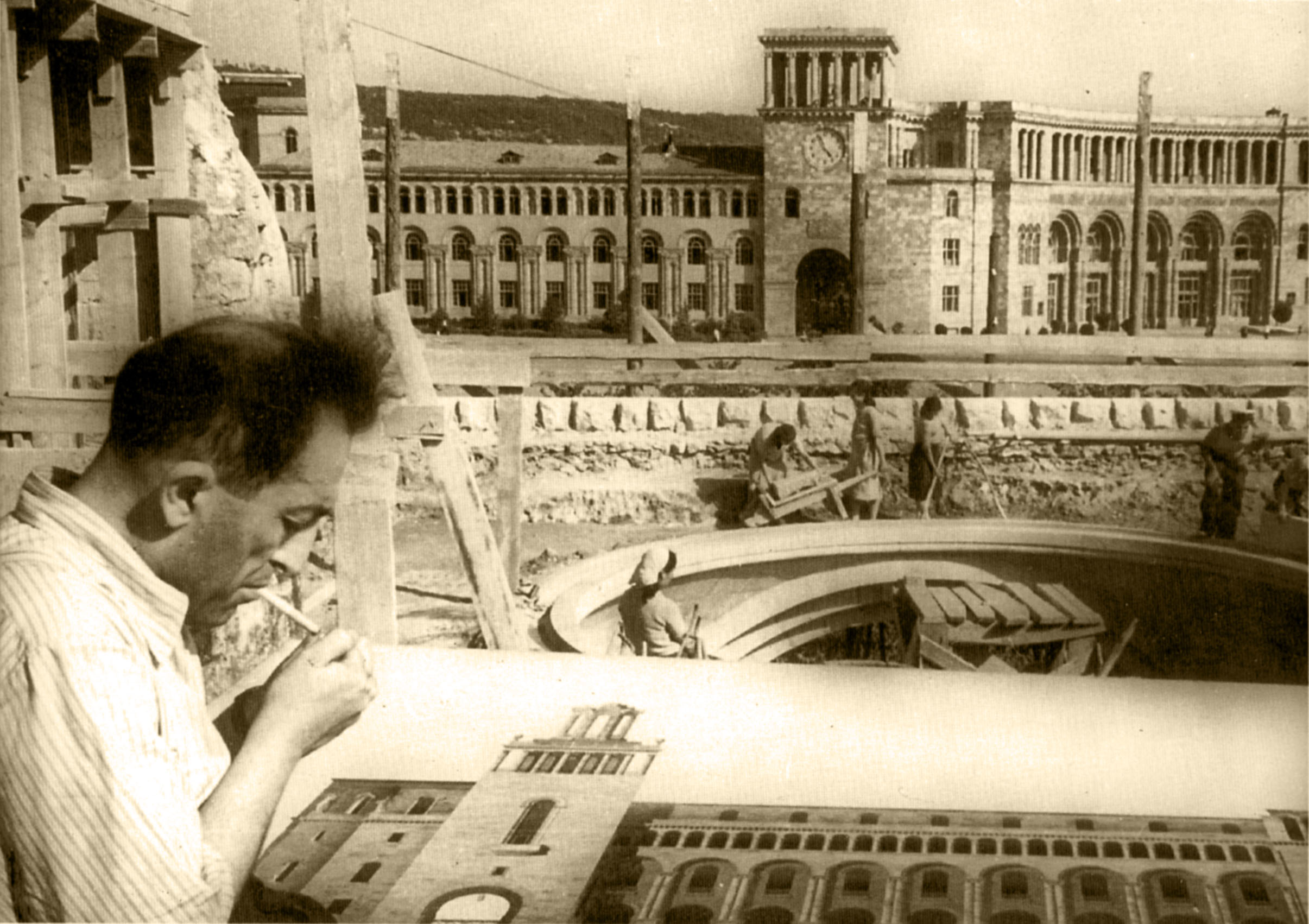
Архитектор Самвел Сафарян на стройке второго Дома правительства Армянской ССР, 1950-е

## Достопримечательности

### Здания
| Здание                                                                   | Описание |
| ------------------------------------------------------------------------ | --- |
| Правительственное здание № 1                                             | Здание принадлежит Правительству Армении (кабинет министров и неполный состав исполнительной ветви власти). В советское время там находился Народный комиссариат, исполнительный орган Армянской ССР. Северо-западная часть была построена в 1926-29 году по проекту Александра Таманяна. В 1938 году за строительство оставшейся части здания взялся его сын — Геворг Таманян. Здание было достроено в 1941 году. |
| Национальный исторический музей Армении и Национальная картинная галерея | Национальный исторический музей Армении и Национальная картинная галерея Армении Строительство началось в 1950-х годах и закончилось в 1977 году с завершением Национальной галереи. Здание было спроектировано Марком Григоряном и Эдуардом Сарапяном. Небольшая часть ассамблеи, Концертный зал Арно Бабажданяна, было построено в 1916 году.                                                                    |
| Отель Marriott                                                           | Здание было построено в 1958 году по проекту Марка Григоряна и Эдуарда Сарапяна. В советское время отель носил название Армения. Отель класса люкс, лидер среди отелей Армении. Имеет 380 комнат. |
| Правительственное здание № 2                                             | Здание было построено к 1955 году по проекту Самвела Сафаряна, Рафаеля Исраеляна и Вараздата Аревшатяна. Фриз над окнами первого этажа — незавершен. С 1996 по 2016 год здание принадлежало Министерству иностранных дел. |
| Центральное здание почты Республики Армения                              | Строительство здания велось в период с 1933 по 1956 год по проекту Марка Григоряна и Эдуарда Сарапяна. До 2016 года в здание находилось Министерство транспорта и коммуникаций. Правительство Армении объявило о намерении приватизировать здание в 2016 году, но пока не сделало этого. |

### Статуя Ленина

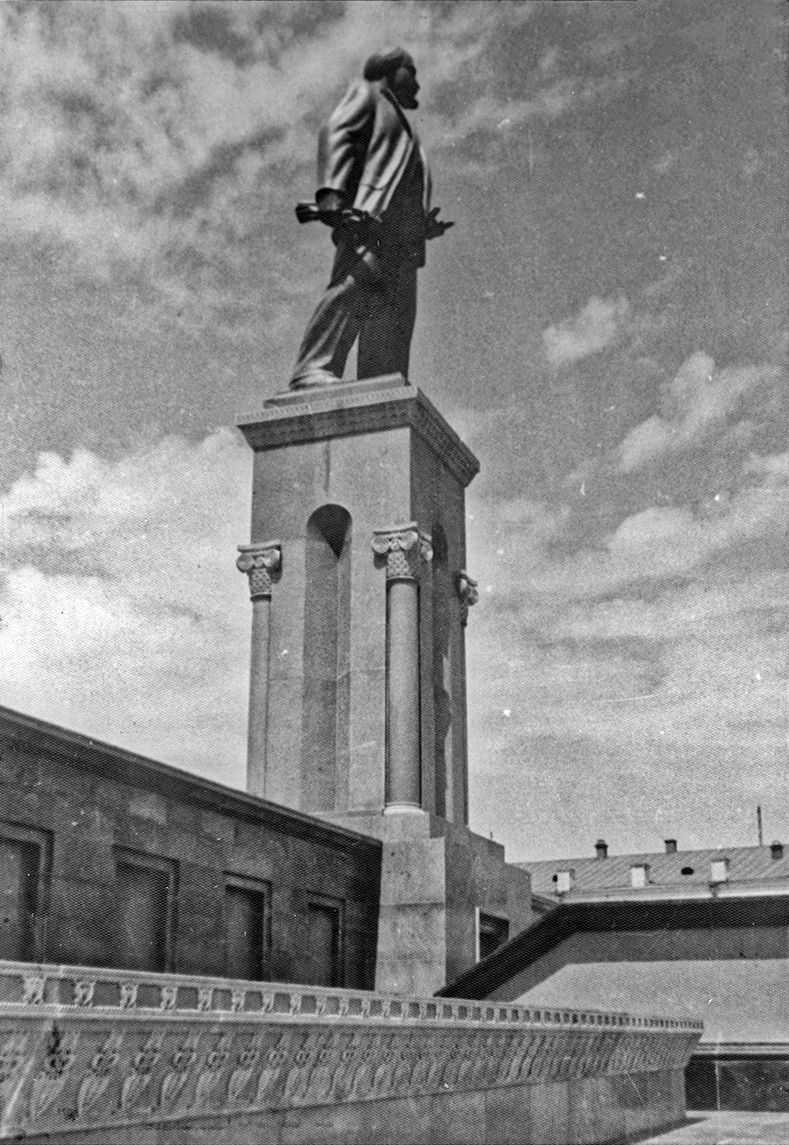
Памятник Ленину на Площади Ленина (Площади Республики), 1940-е годы

Семиметровая статуя Владимира Ленина, советского лидера, была возведена на площади Сергеем Меркуровым 24 ноября 1940 года. Статуя была установлена на одиннадцати метровом постаменте и была направлена в сторону будущего здания Национальной галереи. Статуя «вскоре приобрела признание, как великое произведение монументального искусства».
28 марта 1991 года городской совет Еревана проголосовал за демонтаж памятника Ленину. Мэр Амбарцум Галстян воздержался и выступил за более тонкую и терпимую позицию. Статуя была снята с постамента 13 апреля 1991 года, в преддверии официального распада Советского Союза. Статую «поместили в грузовик и возили по центральной площади, подобно телу умершего в открытом гробу» под радостные возгласы людей. В наши дни статуя находится во дворе Национальной галереи.
Певица Шер была знаменита фотографией с безголовой статуей Ленина, когда она посетила Армению в мае 1993 года. В 1996 году президент Левон Тер-Петросян решил демонтировать пьедестал, что вызвало серьёзные споры и волну протестов со стороны широкого круга групп и отдельных лиц, подчеркнувших его прекрасную эстетику. Левон Абрамян отмечает, что постамент был «хорошим архитектурным памятником» и, несмотря на его советскую символику, многими воспринимался как произведение «национального искусства». По словам Абрамяна, «борьба за сохранение постамента оказалась гораздо более ожесточенной, чем рассуждения об устранении Ленина с площади. Журналисты, архитекторы, художники, поэты, известные деятели культуры писали в газетах статьи в защиту пьедестала.»․ Поэтесса Сильва Капутикян назвала демонтаж «актом вандализма». 31 июля 1996 года около 50 членов Коммунистической партии Армении временно прекратили демонтаж, когда прорвались через барьер вокруг пьедестала. Во время президентской избирательной кампании в сентябре 1996 года на месте пьедестала была построена сцена, на которой выступил Левон Тер-Петросян.

#### Замены
31 декабря 2000 года на месте постамента был установлен крест высотой 24 метра, подсвеченный небольшими лампочками. Инсталляция была завершена накануне 2001 года, когда Армения и Армянская Апостольская церковь праздновали 1700 лет со дня принятия христианства как государственной религии. Крест подсвечивался 1700 лампочками, и оставался центральным символом празднования в течение всего года. С завершением празднований и 2001 года крест был демонтирован.
В феврале 2004 года на пустующем месте был установлен телевизионный экран, который поигрывал рекламу продуктов и организаций. Экран убрали в 2006 году. 
В июне 2019 года мэрия Еревана установила несколько карасов (больших глиняных винных амфор) в центре лужайки, выращенной на месте статуи.

#### Предложения
В Армении несколько раз проводился конкурс проектов на место, где раньше находилась статуя Ленина. В начале 1990-х, когда пьедестал ещё стоял, на него было выдвинуто несколько кандидатов, в том числе Ной, царь Аргишти I, Андраник Озанян и первый президент Армении Левон Тер-Петросян. Распространённым предложением было переместить на площадь статую Давида Сасунского.

### Фонтаны
Целый год музыкальный фонтан не работал, но был вновь открыт в сентябре 2007 года после реновации, проведённой французской компанией Aquatique Show International. Реновация стоила около 1,4 миллионов евро.

### Новогодняя ёлка
Ежегодно, начиная с декабря 1950 года, в преддверии зимних праздников на площади устанавливают новогоднюю ёлку.
В 2020 году, через месяц после окончания 44-дневной войны, мэрия Еревана объявила, что на площади не будут установлены рождественские елки и другие украшения в память о павших воинах.

### Фонтанчики для питья
Фонтанчики для питья (также известные как пульпулак) расположены вблизи здания музея. Установка состоит из семи небольших фонтанчиков, и поэтому носит название Йот ахпюр («Семь источников»). Фонтанчики были установлены в 1965 году и реконструированы в 2010.

## События и происшествия

### Парады
В советское время на площади ежегодно проходил парад 1 мая (День труда), 9 мая (День победы до 1969 года) и 7 ноября (день Октябрьской революции). Главы Советской Армении стояли на подиуме под статуей Ленина. Последний раз эти парады проходили в 1988 году.
В честь независимости Армении на площади несколько раз проходил военный парад: 21 сентября 1996 года (5 годовщина), 1999 (8 годовщина), 2006 (15 годовщина), 2011 (20 годовщина) и в 2016 (25 годовщина).

### Концерты
30 сентября 2006 года французский певец армянского происхождения Шарль Азнавур отыграл концерт на Площади Республики.
23 апреля 2015 года американская рок группа System of a Down, все участники которой имеют армянское происхождение, отыграли свой первый концерт в Армении на Площади Республики. Бесплатный концерт был приурочен к столетней годовщине геноцида армян. На концерт пришли тысячи слушателей.
8 июня 2017 года на площади прошёл бесплатный концерт российского хип-хоп артиста Тимати. На концерт пришло более 40,000 человек.
6 октября 2019 года голландский диджей Армин ван Бюрен выступил на площади на открытии Всемирного конгресса по информационным технологиям (WCIT).

### Политические демонстрации

#### Советский период
24 апреля 1965 года прошли массовые демонстрации, на Площади Республики, и в других городах Армении в память о 50-й годовщине геноцида армян.
В январе 1974 года Размик Зохрабян, член подпольной организации Национальная объединённая партия Армении, сжег портрет Ленина в знак протеста против тоталитарной Советской власти.

#### Независимая Армения
После президентских выборов 2008 года избранный президент Серж Саргсян провел митинг из 60,000-70,000 «потенциальных сторонников», которых привезли на площадь в автобусах со всех частей Еревана и областей Армении. Многие из них направились на Площадь Свободы, где проходила демонстрация противоборствующей стороны — сторонников Левона Тер-Петросяна. В марте, после насильственного разгона демонстрации, площадь на некоторое время заняли Вооружённые силы Армении.
4 мая 2012 года во время съезда Республиканской партии и концерта на Площади Республики в преддверии парламентских выборов взорвались десятки шаров, заполненных водородом. Пострадали как минимум 144 человека.
с 17 по 23 апреля 2018 года на Площади Республики прошли массовые акции протеста против избрания премьер-министром Сержа Саргсяна. 22 апреля, в день, когда был арестован оппозиционный лидер Никол Пашинян, на площадь были выведены силы полиции. Десятки протестующих были задержаны. К вечеру около 120,000 протестующих вышли на площадь и прилегающие улицы. На следующий день, 23 апреля, после отставки Сержа Саргсяна, Площадь Республики стала центром массовых празднований. 24 апреля, в День памяти жертв геноцида армян десятки протестующих вышли на улицу, чтобы прибраться на площади и прилегающих улицах. 1 и 8 мая на площади прошли митинги. 8 мая, когда его избрали премьер-министром, Пашинян выступил на площади перед своими сторонниками. 17 августа 2018 года Пашинян провел митинг, посвящённый его первым 100 дням пребывания у власти. В митинге приняли участие до 150 000 человек.
22 декабря 2020 года, почти через месяц после окончания 44-дневной войны, коалиция из более чем десятка оппозиционных партий провела митинг на площади с требованием отставки премьер-министра Никола Пашиняна.
1 марта 2021 года, через несколько дней после призывов военных уйти в отставку, Никол Пашинян провел митинг со своими 20 тысячами сторонниками на площади.
23 августа 2022 года прошёл митинг с требованием отставки премьер-министра Никола Пашиняна. Организатором этого события стал бывший посол Армении в Польше, экс-губернатор Вайоцдзорской области и бывший глава аппарата Конституционного суда Эдгар Казарян.

### Другие события
В 1968 году на Площади Республики прошли грандиозные празднования 2750 годовщины Еревана.
25 июня 2016 года папа римский Франциск и Гарегин II провели на Площади республики экуменическую молитву. На молитву пришло около 50,000 человек.

## Галерея

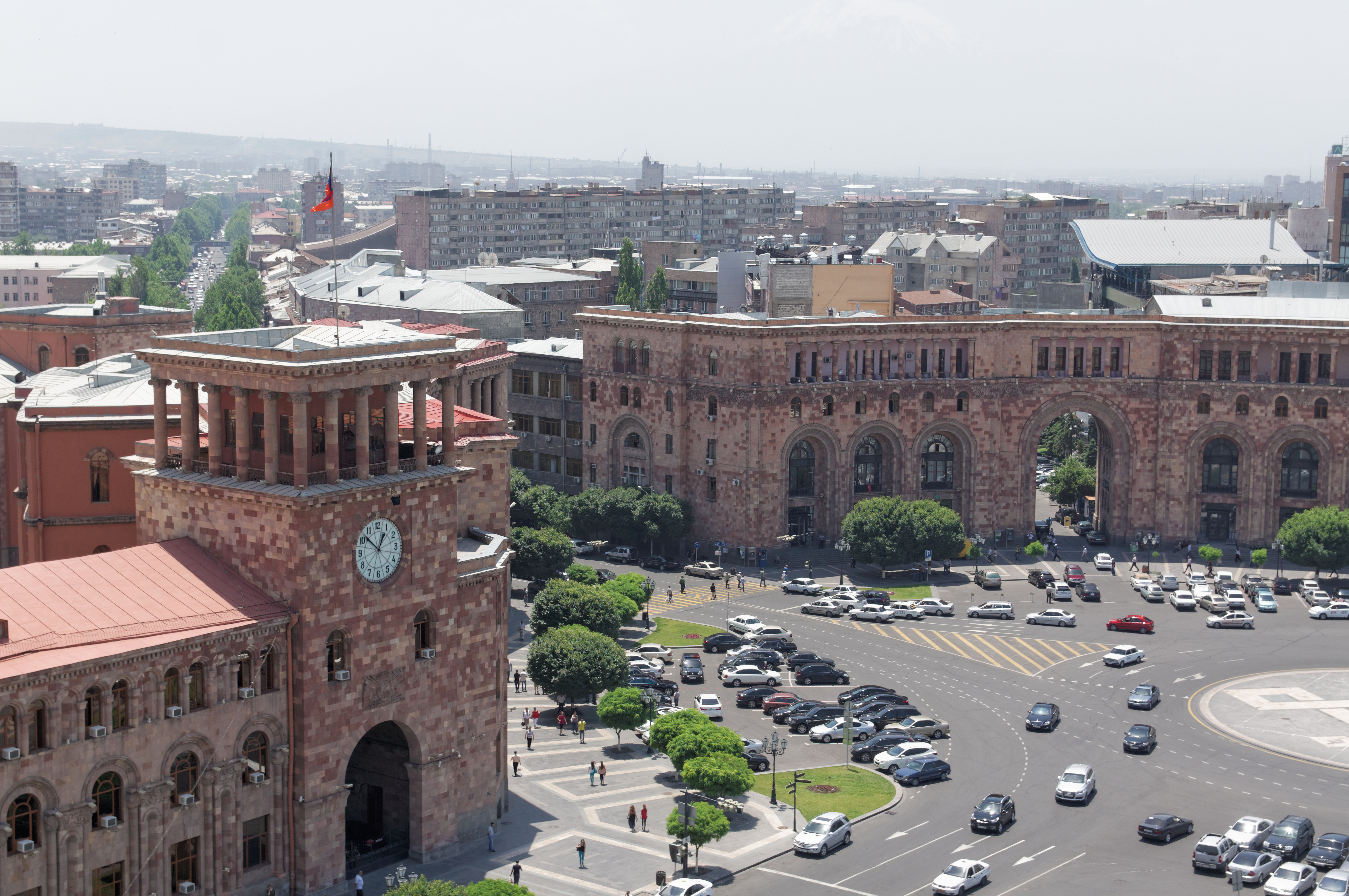
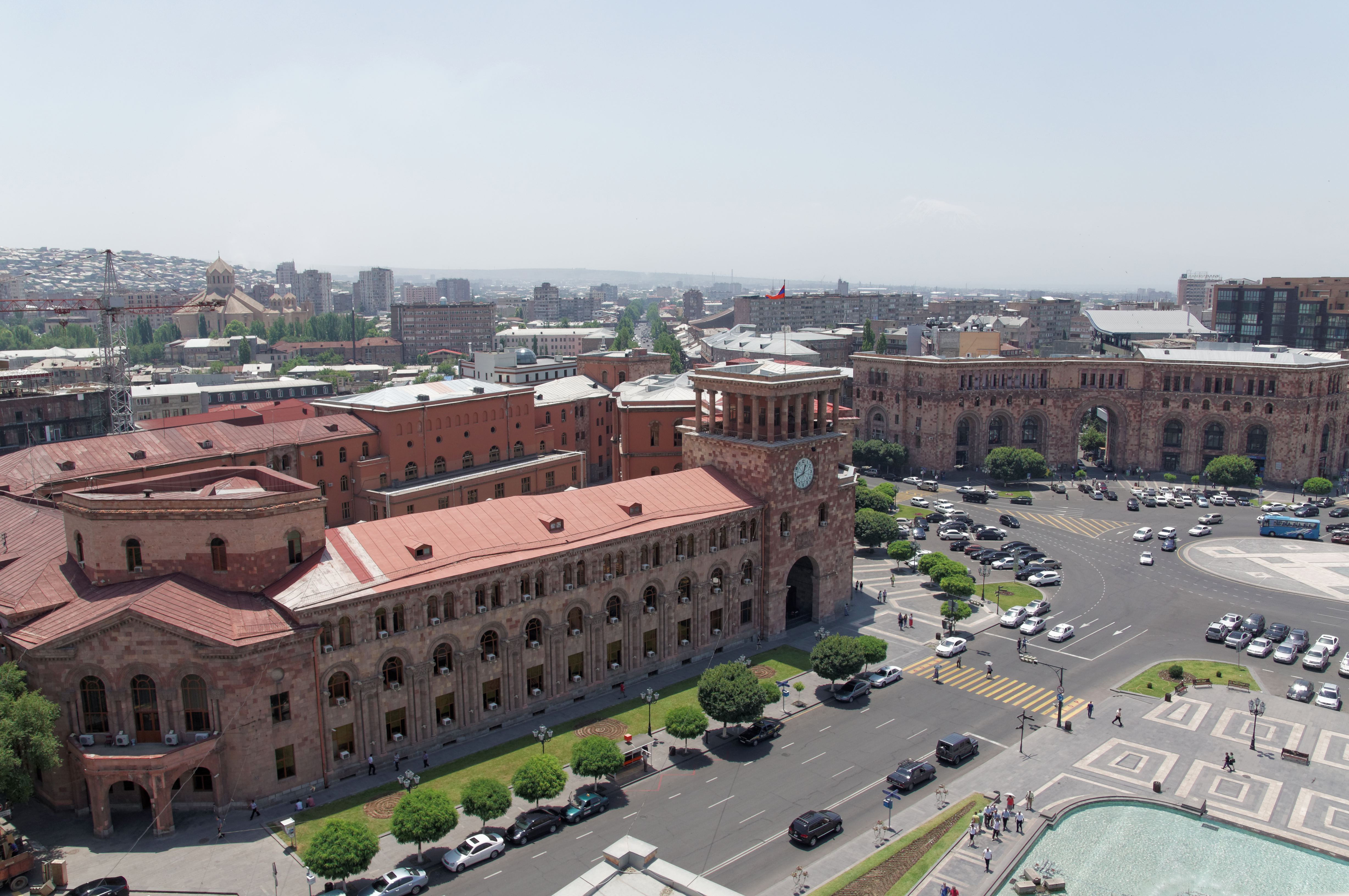
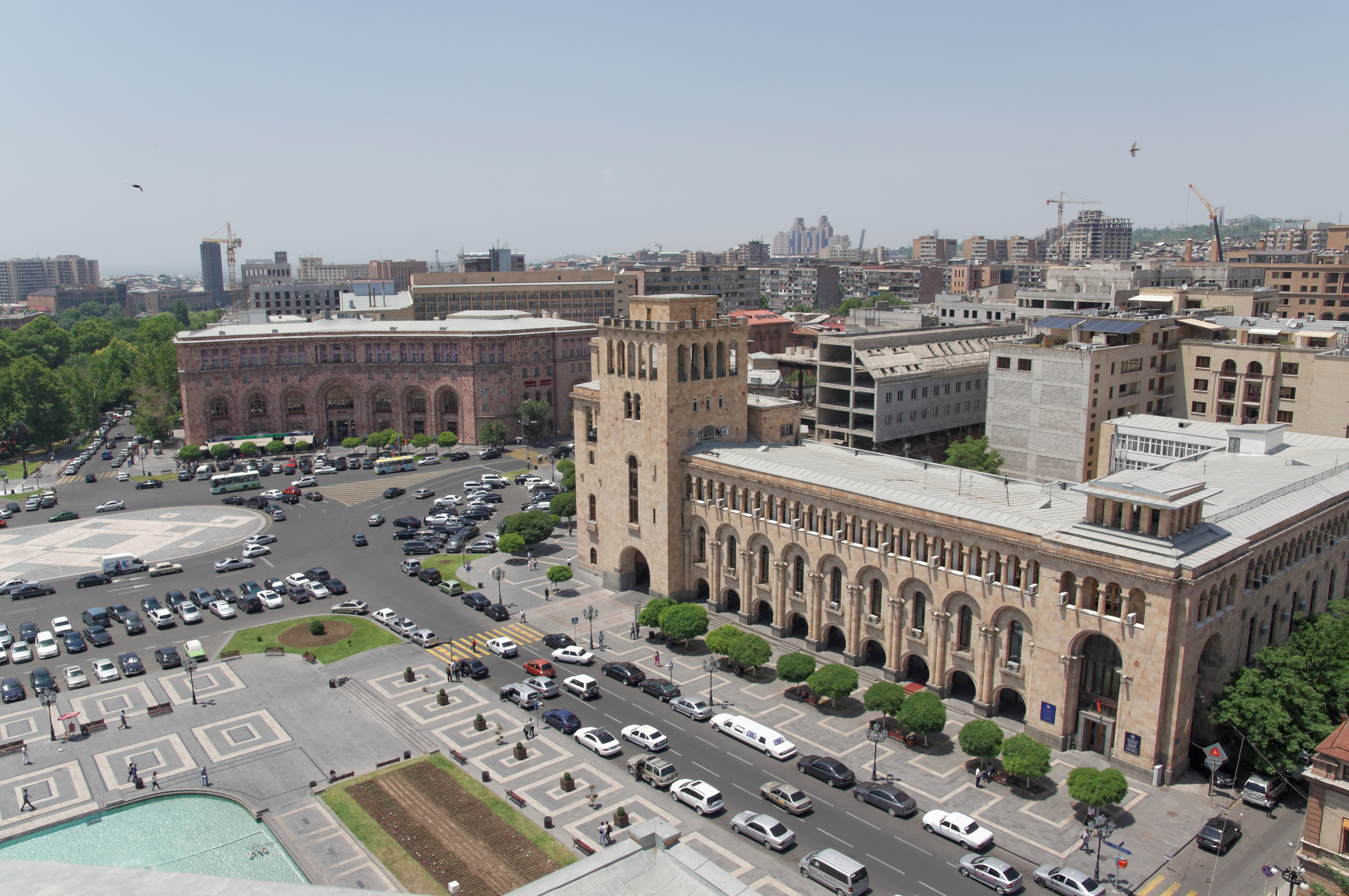
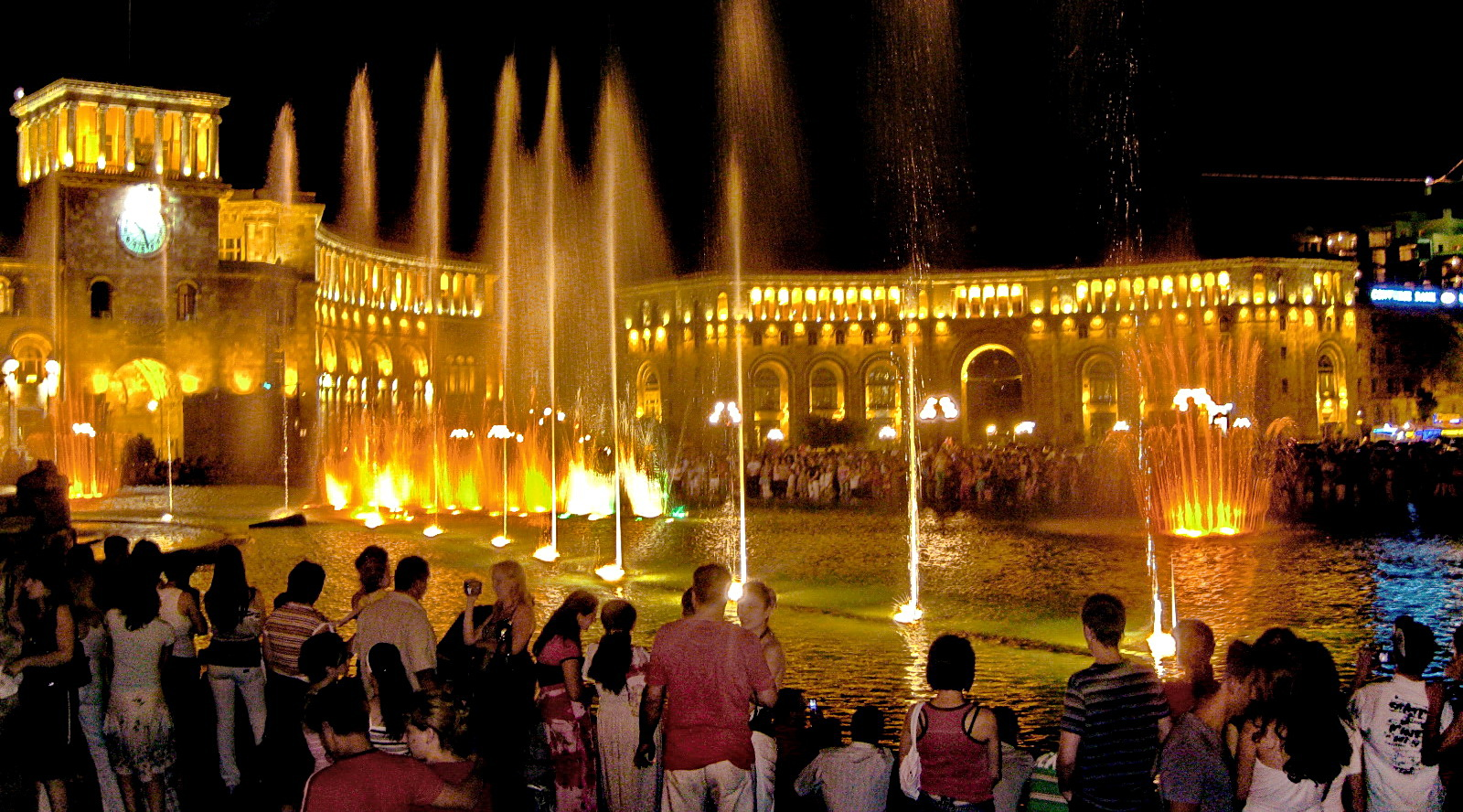
Поющие фонтаны
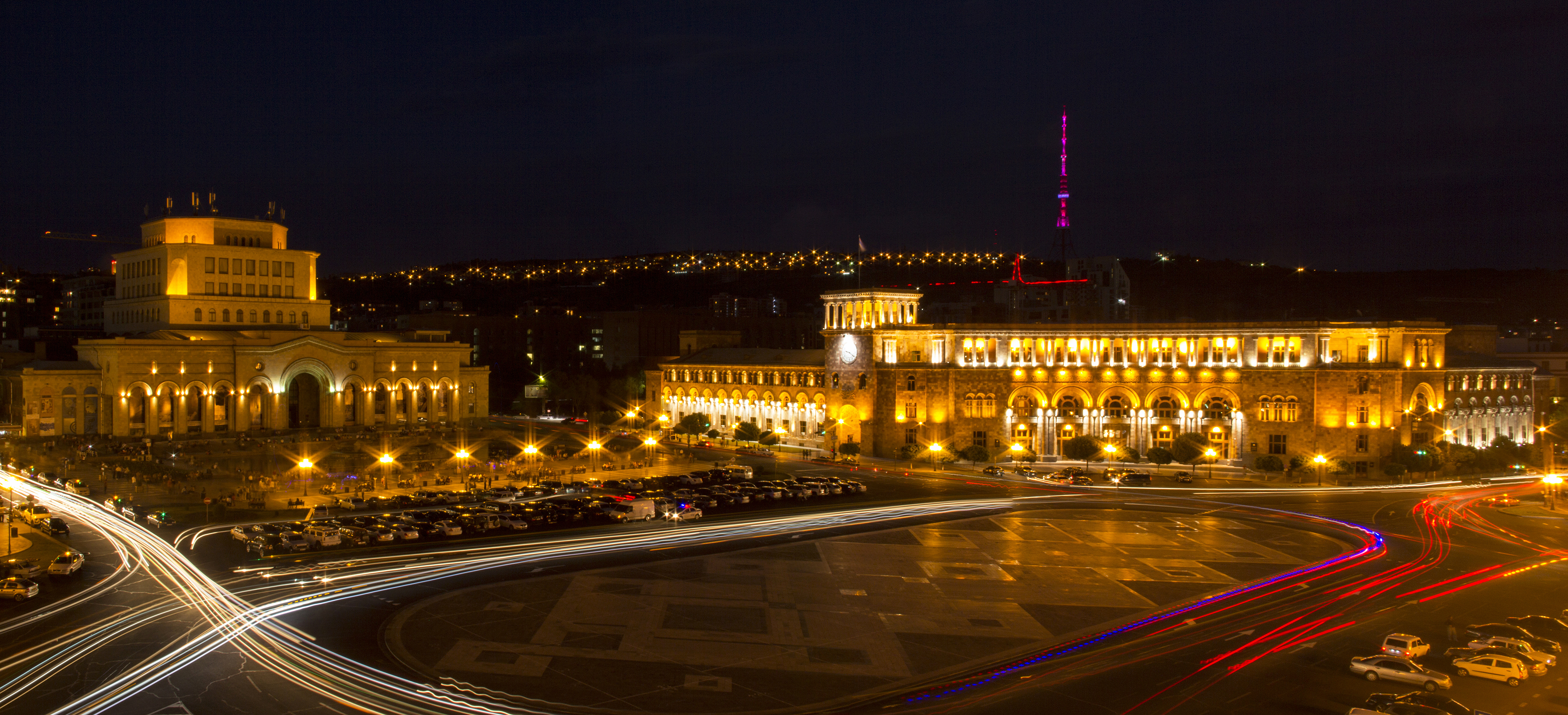
Площадь ночью
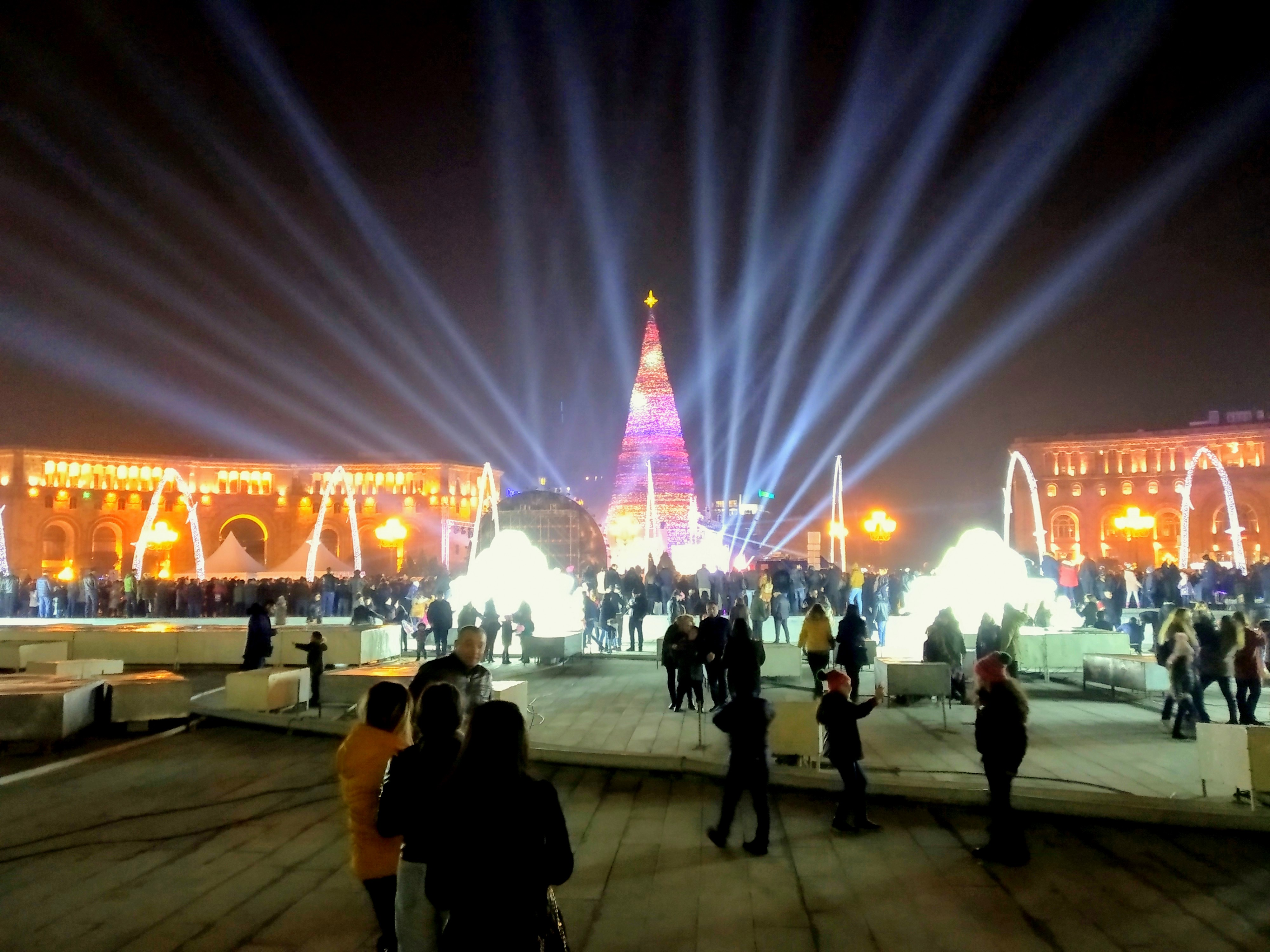
Новогодняя ёлка
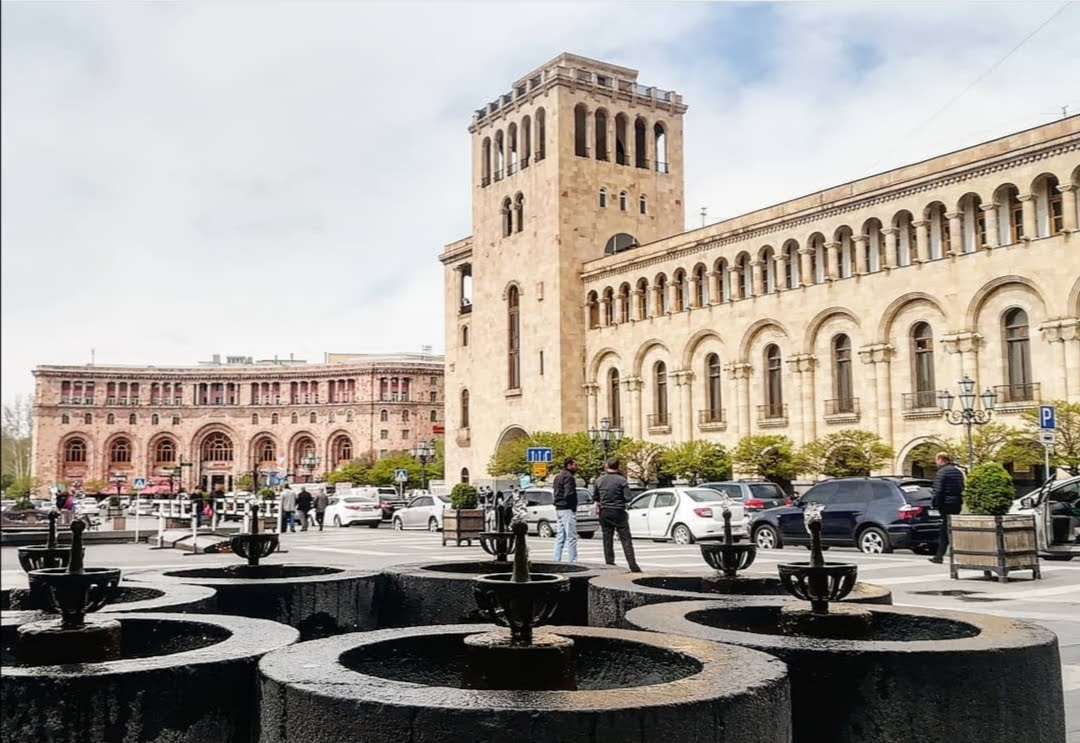
Пулпулаки и вид на бывшее здание МИД Армении

Украшение площади в преддверии нового года
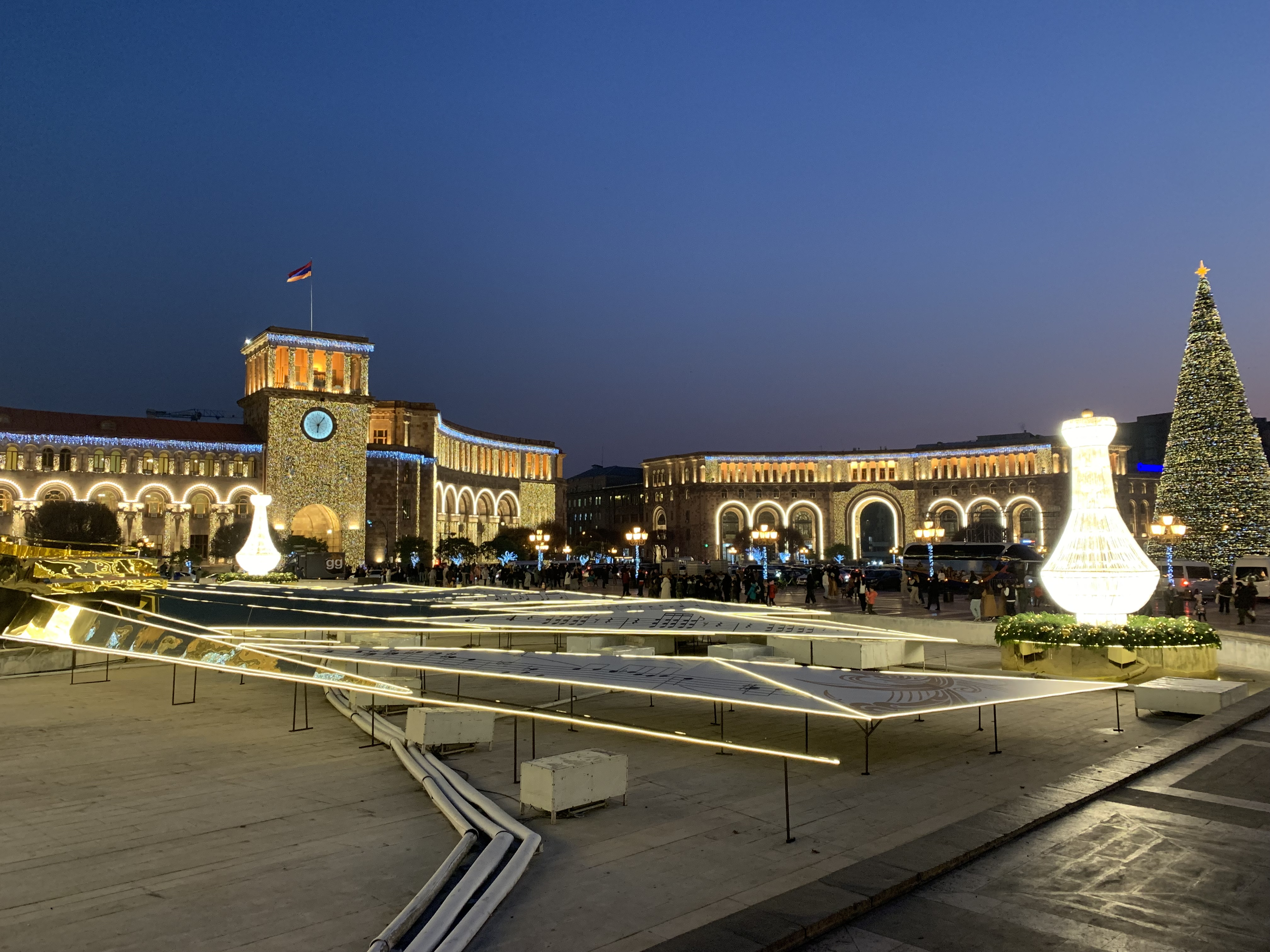
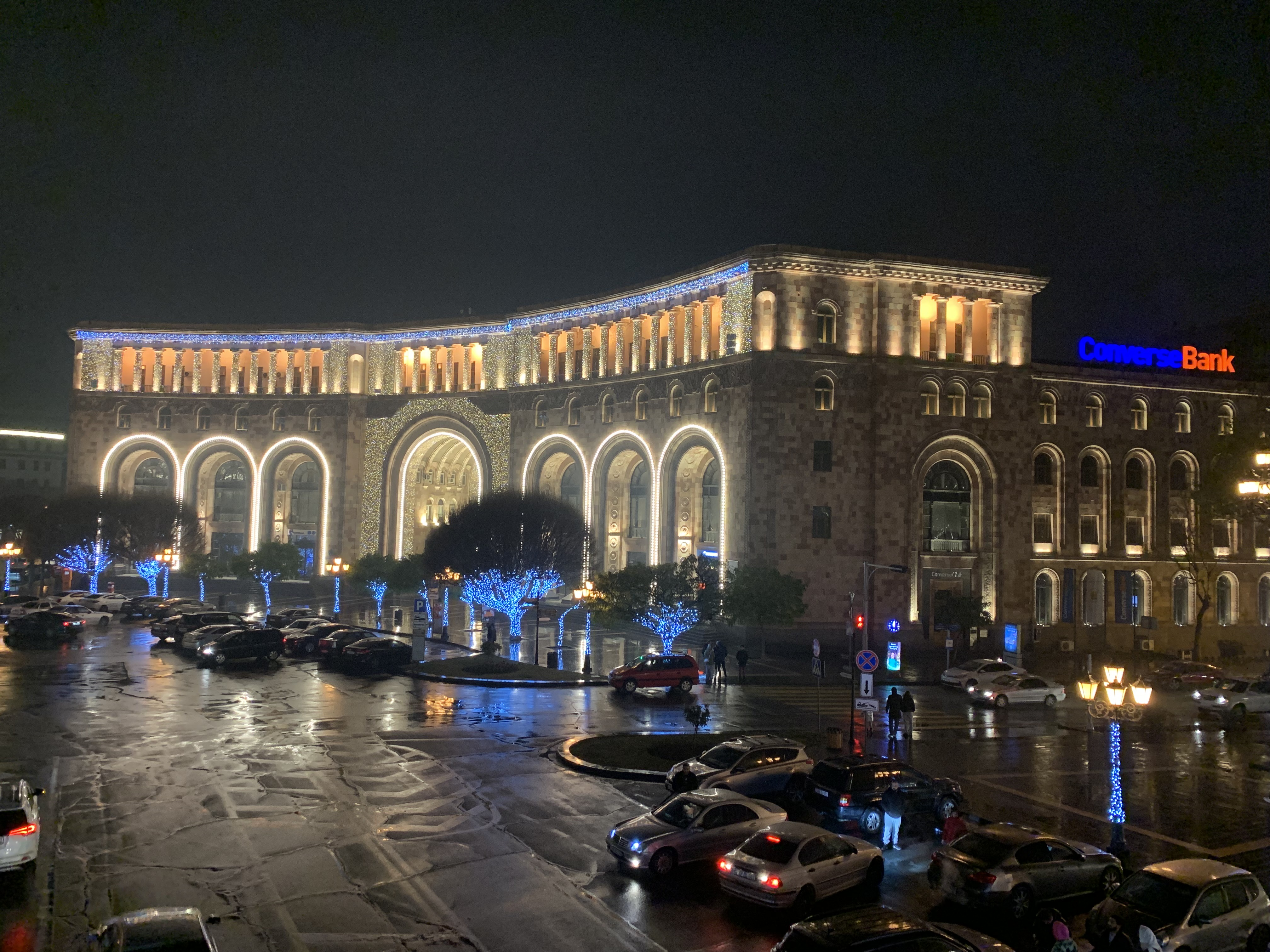
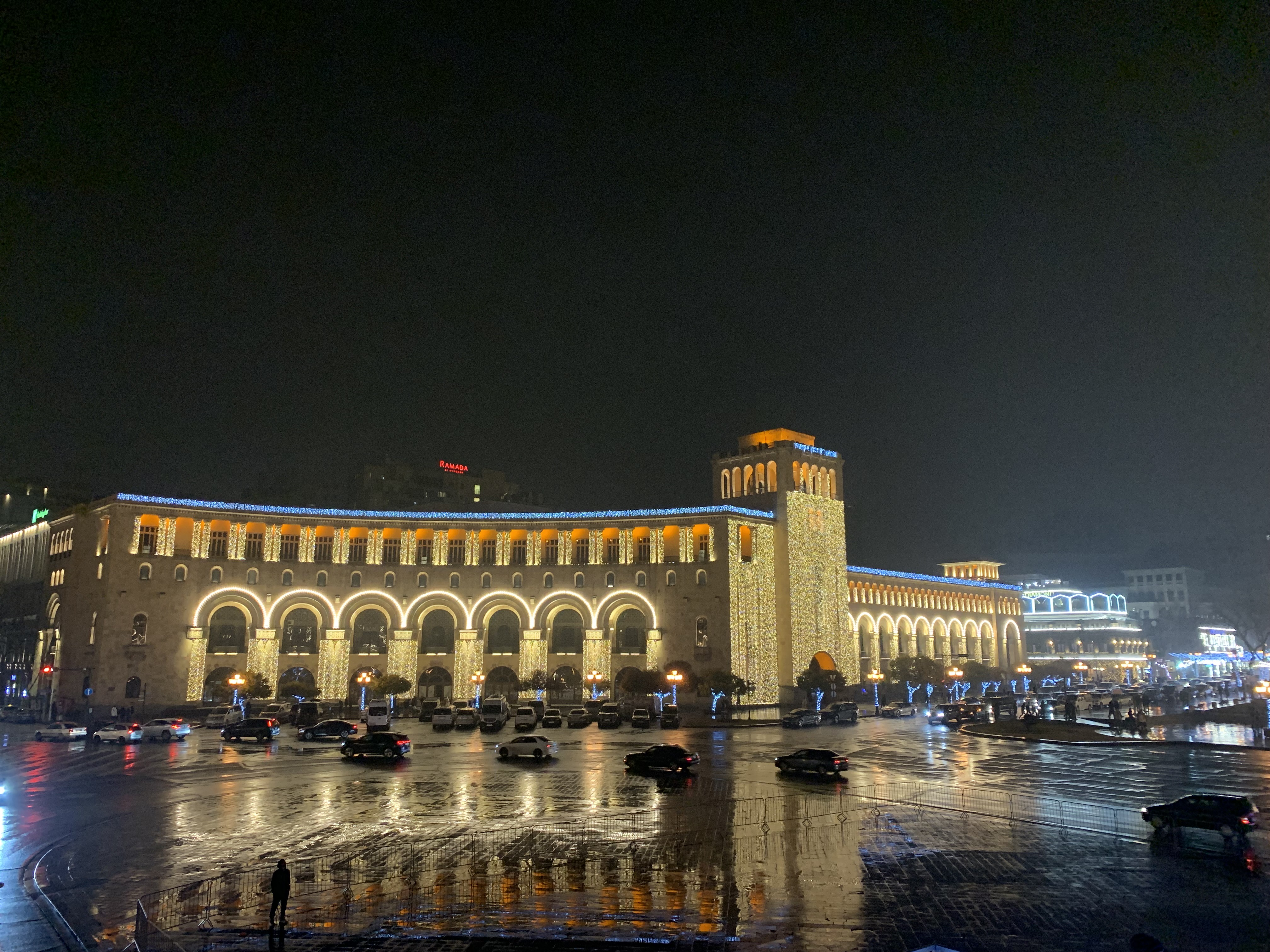
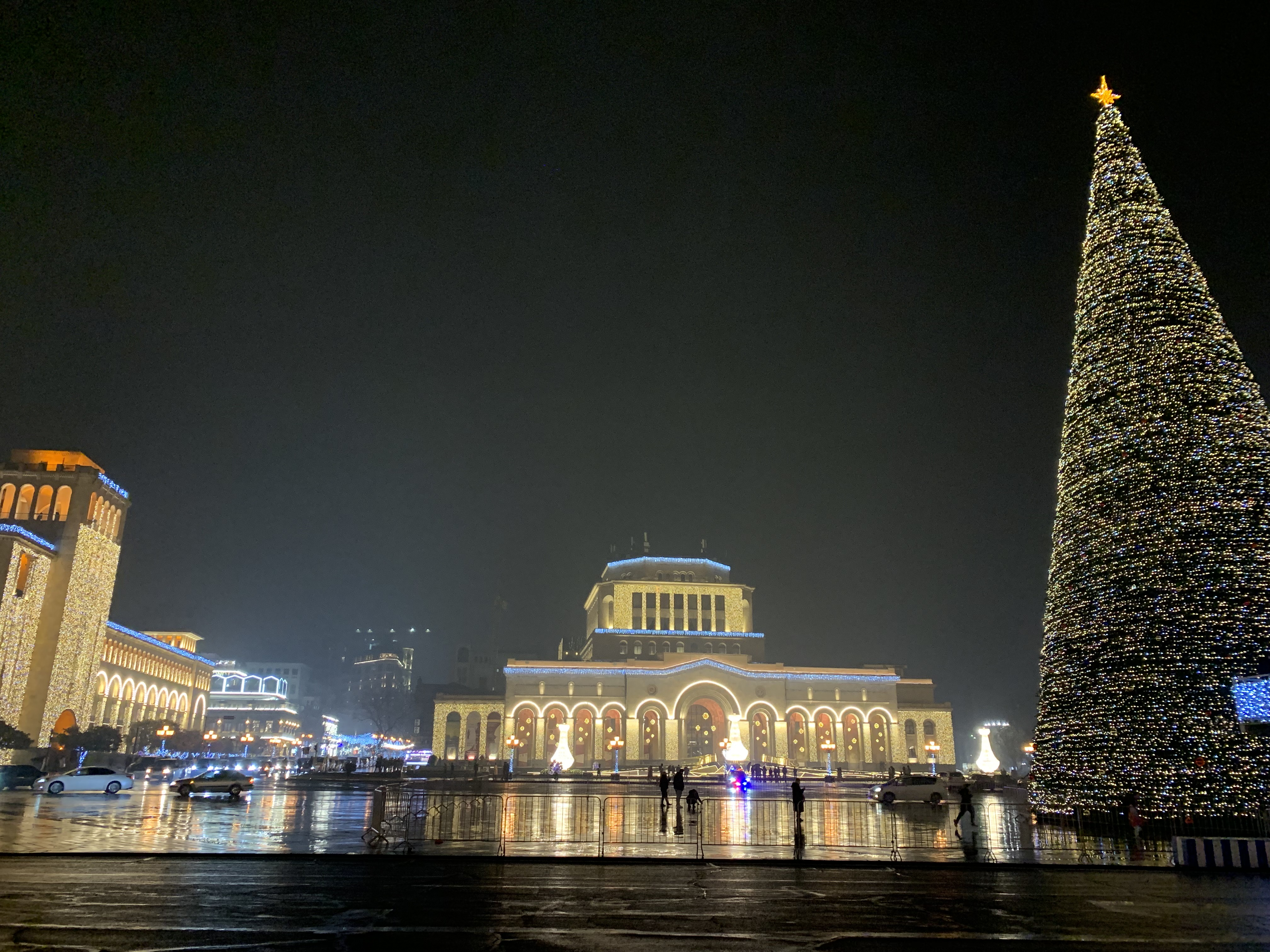
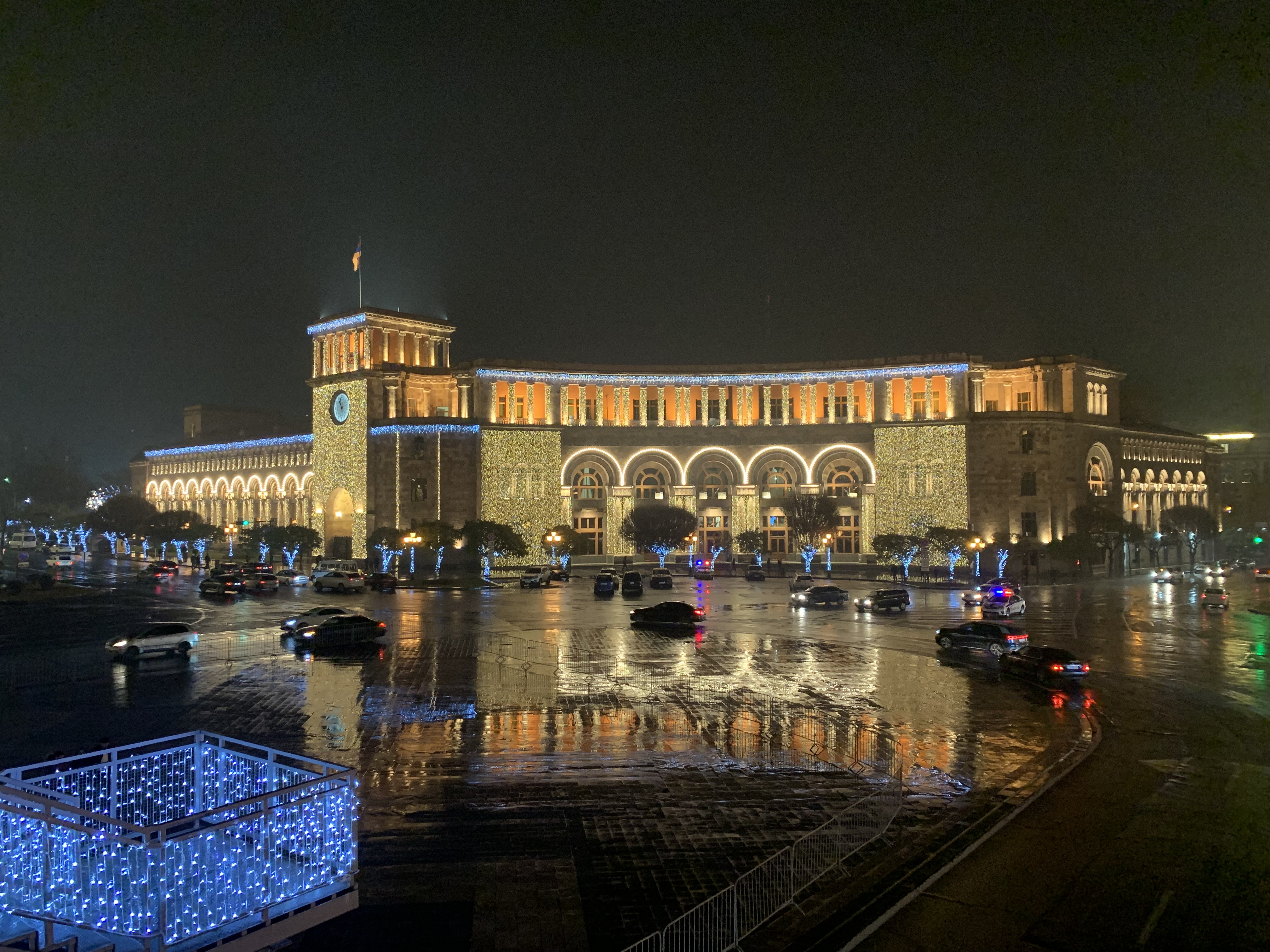